# Ngrandu (Suruh)
Ngrandu is een bestuurslaag in het regentschap Trenggalek van de provincie Oost-Java, Indonesië. Ngrandu telt 2315 inwoners (volkstelling 2010).